# Pará (piłkarz)
Pará, właśc. Marcos Rogério Ricci Lopes (ur. 14 lutego 1986 w São João do Araguaia) – brazylijski piłkarz występujący na pozycji prawego obrońcy.